# Pterygoplichthys joselimaianus
Pterygoplichthys joselimaianus es una especie de peces de la familia Loricariidae en el orden de los Siluriformes.

## Morfología
• Los machos pueden llegar alcanzar los 30,5 cm de longitud total.

## Hábitat
Es un pez de agua dulce y de clima tropical (24 °C-29 °C).

## Distribución geográfica
Se encuentran en Sudamérica:  cuenca del río Tocantins.